# Eschen
Eschen är en kommun i Liechtenstein med 4 407 invånare. Platsen nämndes första gången 850.
Kommunen består av, förutom kommunhuvudorten Eschen, även av orten Nendeln.